# Stefan Kruś
Stefan Kruś (ur. 20 czerwca 1926 w Warszawie, zm. 17 lutego 2015 tamże) – polski patomorfolog, profesor medycyny w zakresie anatomii patologicznej.

## Życiorys
Syn Stanisława. W czerwcu 1939 ukończył I klasę Gimnazjum im. Adama Mickiewicza w Warszawie. W czerwcu 1944 zdał maturę na tajnych kompletach w okupowanej Warszawie.
W lutym 1945 rozpoczął studia lekarskie na Wydziale Lekarskim Uniwersytetu Warszawskiego, które ukończył w 1949. Podczas studiów pracował jako asystent (demonstrator) w Zakładzie Histologii (1946). Następnie był zatrudniony w Akademii Medycznej w Warszawie (do 1996) kolejno jako asystent, adiunkt, docent i profesor w Zakładzie Anatomii Patologicznej (od 1970 do emerytury jako jego kierownik). W latach 1956–1957 pracował w Szpitalu Polskim w Hamhynie w Korei Północnej, a w latach 1959–1960 był stypendystą Fundacji Rockefellera w Mount Sinai Hospital w Nowym Jorku. W 1961 uzyskał doktorat, w 1965 – stopień naukowy doktora habilitowanego, w 1975 – tytuł profesora nadzwyczajnego, a w 1983 (27 października) – zwyczajnego. Był redaktorem naczelnym czasopisma „Medycyna Dydaktyka Wychowanie” - kwartalnika Akademii Medycznej w Warszawie.
Od chwili założenia w 1958 był członkiem Polskiego Towarzystwa Patologów (stale w jego władzach, prezes w latach 1971–1973 i 1979–1983), w 1995 został jego członkiem honorowym.
Kierownik specjalizacji I st. – 33 osób; II st. – 21 osób, promotor 10 przewodów doktorskich.

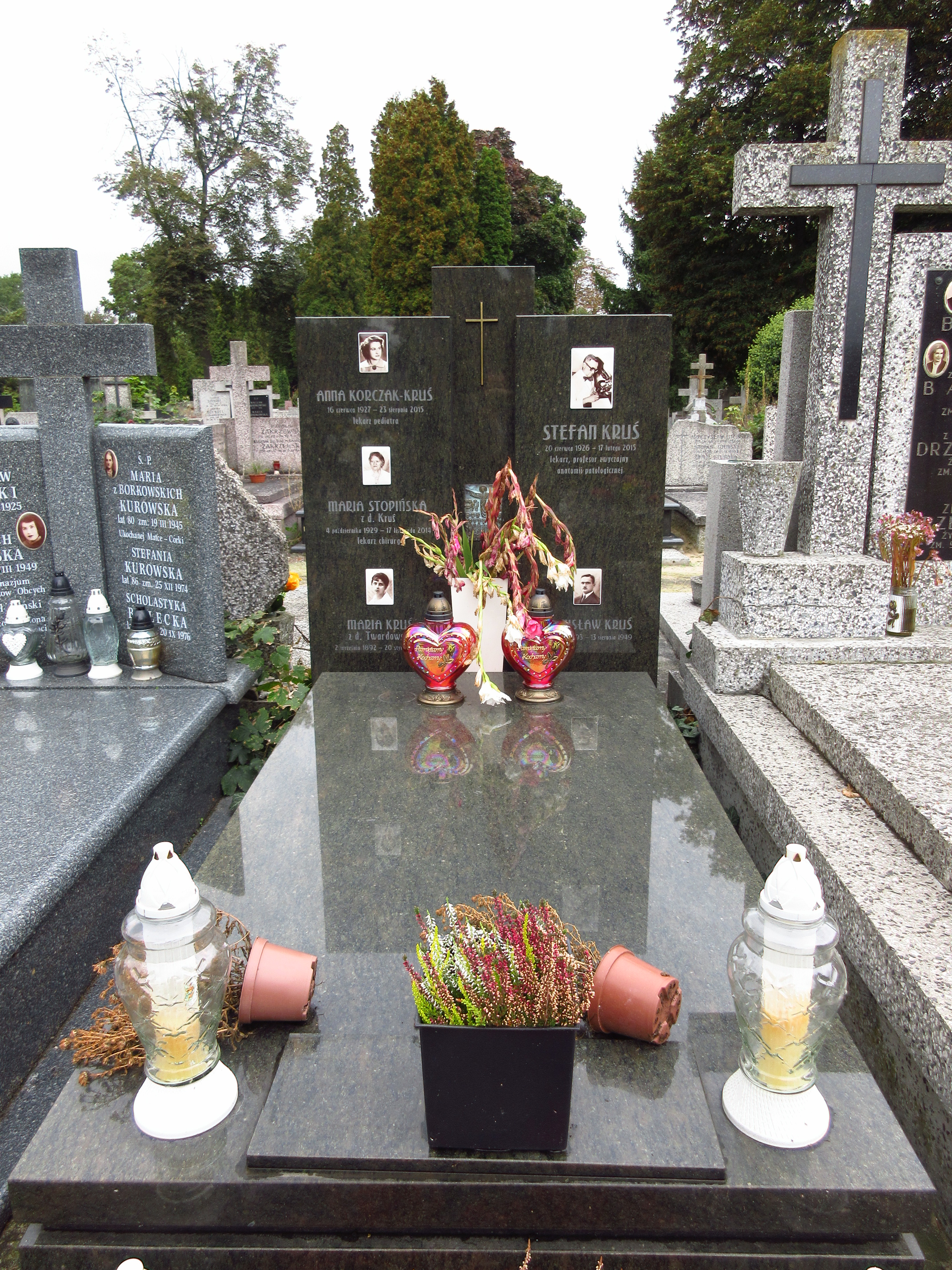
Grób profesora Stefana Krusia na cmentarzu Bródnowskim.

Zmarł w Warszawie, pochowany 23 lutego 2015 na cmentarzu Bródnowskim (kwatera 46C-5-26).

## Publikacje
Prace naukowe i dydaktyczne:
- oryginalnych, przeważnie w zespołach – 74
- poglądowych i popularnych – 20
- kazuistycznych – 7

Prace oryginalne dotyczyły problemów klinicznych na styku z morfologicznymi.

### Podręczniki
Lista podręczników:
1. Anatomia patologiczna (1978, 1990),
2. Patomorfologia kliniczna (wspólnie z Ewą Skrzypek-Fakhoury; 1996, 2005, 2007),
3. Podstawy patomorfologii (wspólnie z Januszem Groniowskim; 1985, 1991),
4. Guide for histopatologhical practice (1995)
5. Patomorfologia dla stomatologów (1997, 2014 – wydanie II, poprawione i uzupełnione, wspólnie z Ewą Skrzypek),
6. Patologia dla szkół pielęgniarstwa (2003)
7. Guide and comments to histopathological classes (2004, 2006),
8. Guide through pathomorphology for students who have enough time to think it over (1997),
9. Launching-pad into the lifelong study of pathologic anatomy (2004, 2005),
10. Patologia: podręcznik dla licencjackich studiów medycznych (2003, 2006).

### Monografie dla patomorfologów i klinicystów
- Patomorfologia wątroby (1973, 1986)
- Patomorfologia nerek (1973, 1986)
- Patomorfologia serca (1972, 1974)

### Prace naukowe – pod redakcją Stefana Krusia
- Anatomia patologiczna: podręcznik dla studentów medycyny (1978, 1980)
- (z Januszem Groniowskim) Podstawy patomorfologii: podręcznik dla studentów medycyny (1984, 1985, 1991)
- (z Ewą Skrzypek) Patomorfologia kliniczna, cz. 1, Patomorfologia ogólna (1986, 1990, 1993)
- (z Ewą Skrzypek) Patomorfologia kliniczna, cz. 2, Patomorfologia narządowa (1987, 1993)
- Patomorfologia kliniczna (1991, 1993)
- (z Ewą Skrzypek-Fakhoury) Patomorfologia kliniczna: podręcznik dla studentów (1996, 2005)
- Anatomia patologiczna: podręcznik dla studentów medycyny (2000, 2001)
- (z Ewą Skrzypek-Fakhoury) Patomorfologia kliniczna (2007, 2011)

### Publicystyka
- Dwadzieścia październikowych spotkań z anatomią patologiczną (1994, 1996)
- Felietony przekorne (1992)
- Felietonów przekornych zbiór drugi (1995)
- Wykłady inauguracyjne z anatomii patologicznej: 1. 10. 1974 – 7. 10. 1996 (2010) (Spinoza)[10]
- Wiecznym piórem – na przekór. 1 (2010) (Modlitwa Majmonidesa)
- Wiecznym piórem – na przekór. 2 (2010)[11]

## Ordery i odznaczenia
- Krzyż Komandorski Orderu Odrodzenia Polski (25 maja 2005)[12][13]
- Krzyż Oficerski Orderu Odrodzenia Polski (14 marca 2000)[2]
- Krzyż Kawalerski Orderu Odrodzenia Polski (1979)
- Złoty Krzyż Zasługi (1973)
- Medal 10-lecia Polski Ludowej (13 stycznia 1955)[14]
- Medal Komisji Edukacji Narodowej
- Odznaka 1000-lecia Państwa Polskiego (1965)
- Odznaka tytułu honorowego „Zasłużony Nauczyciel PRL”
- Odznaka honorowa „Za wzorową pracę w służbie zdrowia” (1961)
- Odznaczenie „Laudabilis” (2011)[15]
- Medal za Zasługi dla Warszawskiego Uniwersytetu Medycznego (2009)
- Medal za Zasługi dla I Wydziału Lekarskiego (2004)
- Odznaka Koreańskiej Służby Zdrowia (Korea Północna, 1957)

## Nagrody i wyróżnienia
- Nagrody Ministra Zdrowia: indywidualna I st. (1973), zespołowa I st. (1979, 1980)
- Nagrody Rektorskie (10 – 1963–1978)
- Tytuł Medicus Nobilis wraz z sygnetem Polskiego Towarzystwa Lekarskiego (2013[16]